# Alissànovo
Alissànovo (en rus: Алисаново) és un poble de l'óblast de Nijni Nóvgorod, a Rússia, segons el cens del 2010 tenia 23 habitants, pertany al municipi de Deiànovo.